# Symphonie no 4 d'Alfvén
Pour les articles homonymes, voir Symphonie no 4.
Från Havsbandet
Aux confins de l'archipel
La Symphonie no 4 en do mineur opus 39 (Rudén 93), sous titrée Från Havsbandet (Aux confins de l'archipel), a été écrite par le compositeur suédois Hugo Alfvén entre le  16 novembre 1918 et le 16 mars 1919.

## Historique
Alfvén avait esquissé le plan de cette symphonie très tôt, mais n'avait pas franchi le moment de la composition. Les premières notes datent de 1908 alors qu'il était sur l'une des petites îles au large des côtes suédoises. Le travail est resté en l'état jusqu'à ce qu'Alfvén se remette à la composition en 1913, mais encore une fois l'œuvre est restée dans un tiroir. Après avoir pris un congé sabbatique de l'Université d'Uppsala et avoir fait un autre voyage dans les îles, il s'est mis à la composition de sa quatrième symphonie le 16 novembre 1918. Le 16 mars 1919, elle était terminée.
La création a eu lieu le 4 novembre 1919 lors d'un gala de l'Académie musicale de Stockholm devant un public invité. La symphonie a été jouée en public au Théâtre royal le 23 janvier 1920.
Le sous-titre fait référence aux voyages en bateau qu'Alfvén a fait vers les petites îles rocheuses qui se trouvent au large de la côte est de la Suède. À travers l’affrontement de la mer et des rochers, l'œuvre décrit une histoire d'amour, l’amour entre deux êtres humains. Le compositeur dessine un dialogue musical entre deux voix qui chantent sans paroles. La symphonie consiste en un seul mouvement d'une durée d'environ 45 minutes. Elle comporte quatre épisodes, qui s'enchaînent sans interruption. Le premier épisode est dominé par la voix soliste de la figure masculine, un ténor qui chante comme une sirène au-dessus de l'orchestre et exprime son désir brûlant. La deuxième section contient un chant semblable confié à la voix féminine de soprano et exprime le désir rêveur de la jeune fille. Dans la section trois, les voix chantent le dernier jour du bonheur de l'amour, quand deux amants se sont retrouvés et qu'ils sont ravis de la félicité céleste. Dans la section quatre, les voix se taisent. Les tons sombres par lesquels la symphonie a débuté, réapparaissent; l'histoire d'amour est terminée.
Pour cette époque, la symphonie était apparemment trop en avance selon les normes suédoises; les critiques ont alors donné à l'œuvre un autre sous-titre moqueur Sinfonia erotica. 
Le compositeur a dédicacé la symphonie « à Margita, ma fille » (âgée à l'époque de quatorze ans).

## Structure
La symphonie comporte un seul mouvement divisé en 4 épisodes enchaînés.
1. Épisode 1 : Moderato, en do mineur, à , avec un solo de ténor (sans paroles)
2. Épisode 2 : Allegretto, ma non troppo, en sol mineur, à 
, avec un solo de soprano (sans paroles)
3. Épisode 3 : Lento, à , avec un duo de soprano et ténor (sans paroles)
4. Épisode 4, en do mineur

Durée : environ 45 minutes

## Orchestration
| Instrumentation de la symphonie no 4 |
| Voix |
| soprano, ténor |
| Cordes |
| premiers violons, seconds violons, altos, violoncelles, contrebasses |
| Bois |
| 4 flûtes dont une jouant du piccolo, 4 hautbois, dont un jouant du cor anglais, 4 clarinettes dont une jouant de la clarinette basse, 4 bassons, dont un jouant du contrebasson |
| Cuivres |
| 8 cors, 4 trompettes 3 trombones 1 tuba |
| Claviers - harpes |
| 1 célesta, 1 piano, 2 harpes |
| Percussions |
| timbales |

## Discographie
- Orchestre philharmonique royal de Stockholm, dir. Neeme Järvi (1988, BIS CD-1478/1480 / Brilliant Classics) (OCLC 982031622)
- Arndis Halla, soprano ; Johann Valdimarsson, ténor ; Sigrún Edvaldsdóttir, violon ; Richard Talkowsky, violoncelle ; Orchestre national royal d'Écosse, dir. Niklas Willén (en) (juin 2003, Naxos 8.557284) (OCLC 1369156636)
- Deutsches Symphonie-Orchester Berlin, dir. Łukasz Borowicz (pl) (mai 2018, CPO) (OCLC 1117339383)